# Liam Payne
Pour les articles homonymes, voir Payne.
Liam Payne, né le 29 août 1993 à Wolverhampton (Angleterre) et mort le 16 octobre 2024 à Buenos Aires (Argentine), est un chanteur britannique. Il est surtout connu comme membre du boys band One Direction.
Il auditionne d'abord pour la série télévisée britannique The X Factor en 2008, mais c'est en 2010, après une deuxième audition, qu'il est placé dans un groupe avec quatre autres candidats pour former One Direction. Le groupe connaît un succès mondial avant de se mettre en pause en 2015. Après la pause du groupe, Liam Payne poursuit une carrière solo, signant avec Republic Records.
En 2017, il publie son premier single solo Strip That Down, qui atteint la troisième place du UK Singles Chart et la dixième place du Billboard Hot 100. 
Son premier album studio, intitulé LP1, sort en décembre 2019. Au cours des trois premières années de sa carrière solo, il vend plus de 18 millions de singles, 2,4 millions d'albums et accumule 3,9 milliards de streams. En plus de son travail en solo, il produit des remixes. Il collabore avec d'autres artistes et remixe des morceaux pour son groupe et pour la chanteuse Cheryl.
Le 16 octobre 2024, il meurt après être tombé d'un balcon situé au troisième étage d'un hôtel de Buenos Aires, en Argentine.

## Biographie

### Jeunesse
Liam James Payne est le fils de Karen, infirmière, et de Geoff Payne, mécanicien d'aéronefs chez Goodrich. Il a deux grandes sœurs, Nicola et Ruth. Il naît trois semaines avant la date prévue du terme et subit régulièrement des tests à l'hôpital car les médecins remarquent que l'un de ses reins est dysfonctionnel tandis que le deuxième ne fonctionne qu'à 9 % de ses capacités.
En tant qu'étudiant, Liam Payne est impliqué dans le sport, en particulier la course de fond. Il rejoint le club d'athlétisme de Wolverhampton et se classe parmi les meilleurs coureurs de 1 500 mètres du pays dans sa catégorie d'âge,.

### Carrière

#### 2008 - 2015:The X Factoret One Direction
Il passe sa première audition pour la cinquième saison de l'émission The X Factor en 2008, à l'âge de 14 ans, mais est éliminé lors de son passage à la maison des juges. Sa prestation est coupée au montage et Simon Cowell encourage le chanteur à revenir dans deux ans.
Liam Payne revient à l'émission en 2010 pour la septième saison et reprend la version de Michael Bublé pour la chanson Cry Me a River lors de cette audition. Il progresse dans la catégorie « Garçons » jusqu'à l'épreuve dite du bootcamp. Simon Cowell et Nicole Scherzinger prennent la décision de réunir Liam Payne, Harry Styles, Niall Horan, Zayn Malik et Louis Tomlinson afin qu'ils forment ensemble un groupe,. Ensuite ils ont deux semaines pour apprendre à se connaître et s'entraîner en groupe. C'est Harry Styles qui trouve le nom du groupe : One Direction. Pour se qualifier dans la maison des juges, ils interprètent en version acoustique la chanson Torn reprise par Natalie Imbruglia. Ils vont en finale et terminent 3e de la compétition mais gagnent en popularité au Royaume-Uni.
Le groupe signe un contrat avec le label discographique Syco Music.

#### 2016 - 2021:First TimeetLP1
Il commence sa carrière solo en signant avec le label de Capitol Records en 2016. Suivent deux autres singles, Bedroom Floor et Get Low en duo avec le DJ russe Zedd,. Concernant son premier album à venir, le chanteur déclare :
« Regarding his forthcoming debut album, Payne stated : It's very eclectic. It's more like my playlist album; my favorite playlist of songs that I have made over the past year. So, some slow jams, there's a couple of dance songs on there, with some R&B stuff. So there's a lot – it's a lot of different stuff. »
« C'est très éclectique. C'est plus comme mon album playlist ; ma playlist préférée de chansons que j'ai faites au cours de l'année passée. Il contient des slows, quelques chansons de style dance et des morceaux de R&B. On y trouve beaucoup de choses. C'est beaucoup de choses différentes. »
En janvier 2018, Liam Payne et Rita Ora publient leur single For You  de la bande originale du film Cinquante nuances plus claires. Le 30 mars 2018, le chanteur se produit devant plus de 100 000 personnes lors d'un concert gratuit au Global Village 2018 à Dubaï. En avril 2018, il sort un single avec J. Balvin nommé Familiar. Il annonce que son premier album sort en septembre 2018. Payne publie First Time, un Extended play de quatre chansons dont une chanson homonyme en collaboration avec le rappeur américain French Montana. Avant la sortie de l'EP, le chanteur annonce qu'il repousse la sortie de son album pour y apporter quelques modifications. Le 5 octobre 2018, il collabore avec Lennon Stella et Jonas Blue sur la chanson Polaroid. En parallèle, il devient ambassadeur de la marque de luxe allemande Hugo Boss.
Liam Payne publie la chanson Stack It Up, en duo avec le rappeur américain A Boogie wit da Hoodie, le 18 septembre 2019. Le chanteur révèle que son album est terminé et confirme la date sortie de son premier album LP1 le 6 décembre 2019,. Sa chanson All I Want (for Christmas) est diffusée le 25 octobre,. En avril 2020, il collabore avec le DJ Alesso sur la chanson Midnight. Le 30 octobre 2020, Naughty List, est révélée en tant que chanson de Noël avec l'influenceuse et chanteuse américaine Dixie D'Amelio.

#### 2023 - 2024: retour à la musique
En mai 2023, Liam Payne révèle qu'il travaille sur son deuxième album, sur lequel il prétend avoir plus de contrôle créatif que sur son premier album. Il programme ses premières dates de tournée solo en Amérique latine pour le mois de septembre mais est contraint de reporter la tournée lorsqu'il est hospitalisé pour une infection rénale. Il fait son retour dans la musique avec le single Teardrops, sortie le 1er mars 2024.

### Mort
Le 16 octobre 2024, Liam Payne meurt à l'âge de 31 ans après être tombé d'un balcon du troisième étage de l'hôtel Casa Sur, dans le quartier de Palermo à Buenos Aires, en Argentine,,.
Avant sa chute, la police s'était rendue à l'hôtel à la suite d'un appel d'urgence du chef de la réception de l'hôtel signalant « un homme agressif sous l'effet de la drogue et de l'alcool »,. Le directeur de l'hôtel déclare dans son appel d'urgence que « lorsqu'il est conscient, il détruit toute la chambre et nous avons besoin que vous envoyiez quelqu'un », ajoutant que « la vie de l'homme est en danger parce que sa chambre, située au 3e étage de l'hôtel, possède un balcon ». Il chute du balcon peu avant l'arrivée des secours. Son décès est confirmé à 17 h 11, heure locale,.
Alberto Crescenti (es) le directeur du service public d'urgence médicale de Buenos Aires, annonce la mort de Liam Payne sur la chaîne de télévision argentine TN (es), en précisant que la chute était d'environ 13 ou 14 mètres et que Liam Payne présentait alors « de très graves lésions incompatibles avec la vie », sans « possibilité de réanimation »,,. Il n'a pas répondu aux questions, notamment celle de savoir s'il s'agissait d'un suicide ou d'un accident. Pablo Policicchio, le directeur de la communication du ministère de la sécurité de Buenos Aires, confirme que Liam Payne « avait sauté du balcon de sa chambre ». Les autorités enquêtent sur la mort de Liam Payne et procèdent à une autopsie par la suite,. Plus tard, la police déclare que plusieurs médicaments et compléments énergétiques sont trouvés dans sa chambre, dont du clonazépam, et une bouteille de whisky où son corps a été retrouvé.
Il était venu en Argentine pour assister au concert de son ami Niall Horan, ancien membre lui aussi du groupe One Direction, au début du mois,,.

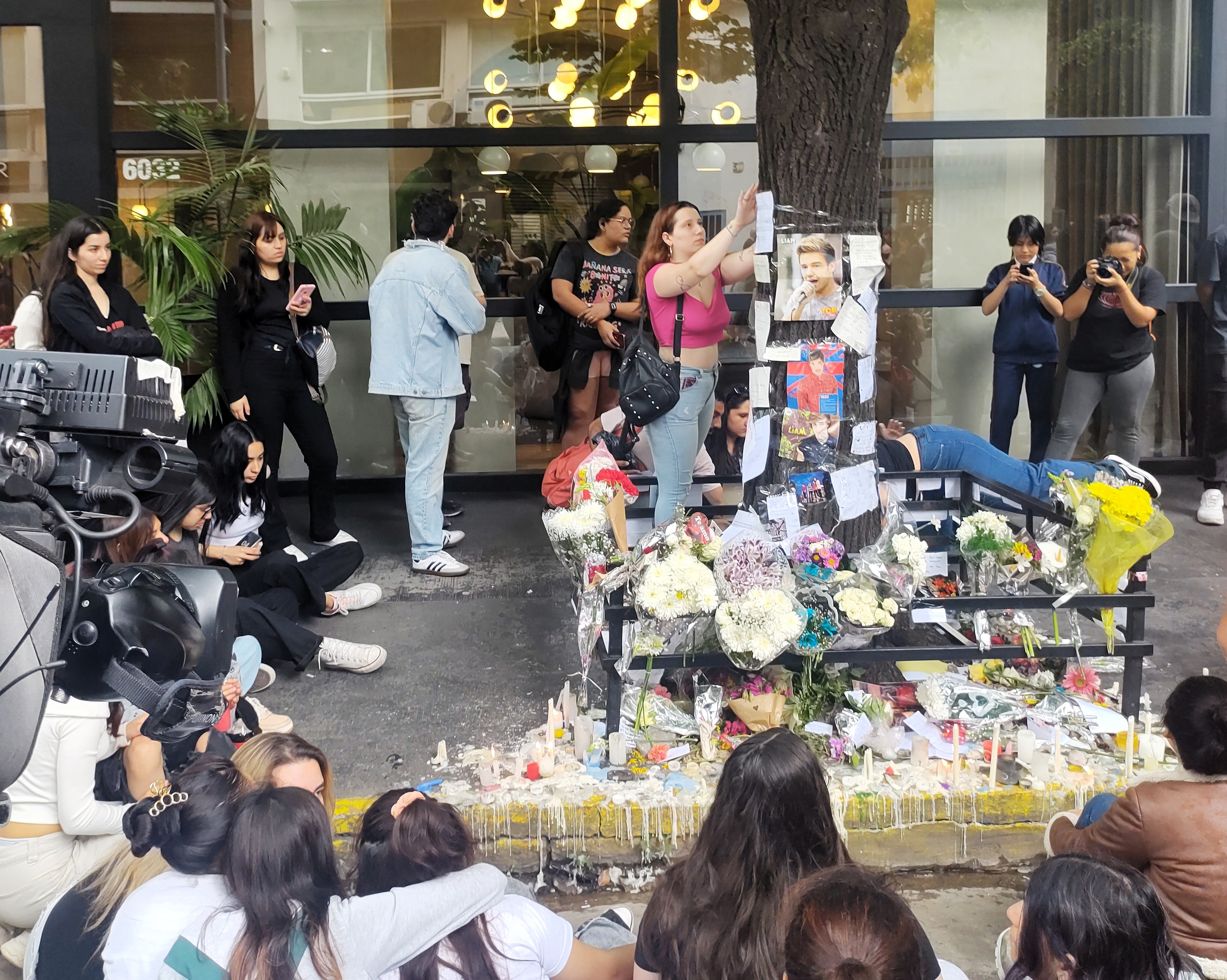
Des fans argentins rendant hommage à Liam Payne, devant l'hôtel Casa Sur où séjournait l'artiste à Buenos Aires.

Le lendemain, en début d'après-midi, sa famille réagit au drame à travers un communiqué : « Liam vivra dans nos coeurs pour toujours et nous nous souviendrons de son âme, belle, drôle et courageuse. Nous nous soutenons du mieux que nous pouvons en famille et demandons le respect de notre vie privée dans cette période terrible »,,.
L'autopsie préliminaire a établi que le chanteur a subi « une hémorragie interne et externe » et « est décédé des suites de la chute »,,. Les experts légistes font état de 25 blessures causées par la chute et déclarent que les lésions cérébrales traumatiques de Liam Payne étaient « suffisantes pour entraîner la mort », les hémorragies à la tête et à la partie supérieure du corps ayant également entraîné son décès. L'examen ne révèle aucun signe de bagarre et note qu'il était seul dans la pièce au moment de sa mort.
Dans un communiqué publié sur le compte Instagram du groupe One Direction et écrit conjointement par Louis Tomlinson, Zayn Malik, Niall Horan et Harry Styles, les quatre chanteurs déclarent : « Nous allons chérir pour toujours les souvenirs que nous avons partagés avec lui. Pour le moment, nos pensées vont à sa famille, ses amis et les fans qui l'ont aimé avec nous. Il va terriblement nous manquer. Nous t'aimons Liam ». Le 20 octobre 2024, de nombreux hommages à travers le monde sont rendus à Liam Payne comme à Paris ou encore Londres,,.
Le 21 octobre 2024, selon TMZ et ABC News, l'autopsie partielle du corps de Liam Payne révèle la présence de « cocaïne rose », une poudre qui résulte du mélange de plusieurs substances,,. Ce mélange de drogues contient notamment de la méthamphétamine, de la kétamine et de la MDMA. Du crack et des benzodiazépines ont également été décelés,. Une « pipe en aluminium improvisée » a également été retrouvée dans la chambre où séjournait l’artiste,.
Le 2 novembre 2024, soit près de trois semaines après la mort du chanteur, des sources policières indiquent à la chaîne américaine ABC News que le corps de l'artiste va être remis à sa famille. Le procureur argentin, Andres Madrea, ayant donné son accord pour que le corps du chanteur britannique soit remis à son père Geoff Payne,. Il sera rapatrié au Royaume-Uni en vue de ses funérailles prévues dans le courant de la semaine qui suit. Son corps est rapatrié quatre jours plus tard en direction de Londres,,.
Le 7 novembre 2024, la justice argentine annonce que Liam Payne avait consommé de l’alcool, de la cocaïne et des antidépresseurs avant de décéder, tout en indiquant que trois personnes ont été inculpées pour vente de stupéfiants et abandon de personnes vulnérables,,. Dans un communiqué, le parquet déclare : « Les résultats des études toxicologiques - déjà communiqués à sa famille - ont révélé que, dans les moments précédant sa mort et pendant au moins ses dernières 72 heures, Liam Payne présentait dans son organisme une polyconsommation d’alcool, de cocaïne et d’antidépresseurs »,.
Le 20 novembre 2024, ses funérailles ont lieu à l'église St. Mary’s, dans la localité d'Amersham, située à l'ouest de Londres,,. De nombreuses personnalités telles que les anciens membres du groupe One Direction sont présentes, tout comme l'humoriste James Corden, l’ancienne chanteuse Kimberley Walsh ou encore le producteur de musique Simon Cowell,,.
Le 30 décembre 2024, cinq personnes sont inculpées de la mort du chanteur en Argentine,. Il s'agit de trois membres du personnel de l'hôtel Casa Sur (les deux gérants de ce dernier et un employé), un serveur de 24 ans ainsi qu'un homme d'affaires et ami de Liam Payne. « Trois des accusés ont été inculpés sans détention préventive pour homicide involontaire, et les deux autres pour le délit de fourniture de stupéfiants avec un placement en détention préventive » indique le parquet argentin dans un communiqué,.

### Vie privée
De 2010 à fin 2012, Liam Payne sort avec Danielle Peazer, alors danseuse de X Factor. De 2013 à 2015, il entretient une relation avec une amie d'enfance, Sophia Smith. En 2016, il commence à fréquenter Cheryl Cole. De cette union naît un garçon, le 22 mars 2017. Le couple se sépare en 2018. Au début de l'année 2019, il sort avec le mannequin et actrice britannique Naomi Campbell,.
Liam Payne commence à fréquenter le mannequin Maya Henry en 2019, ils se fiancent en août 2020. En juin 2021, ils mettent fin à leur relation. Le couple se retrouve cette année-là et se fiance à nouveau,. En mai 2022, le couple met fin à ses fiançailles pour la deuxième fois. Depuis octobre 2022, il était en couple avec l'influenceuse Kate Cassidy,,,.
La valeur nette de Liam Payne est estimée à 47 millions de livres sterling en 2020. Il possédait auparavant des maisons à Malibu, en Californie, et dans le Surrey, mais les a mises en vente au début de 2020 et de 2021, respectivement,. De 2022 à sa mort, il résidait dans le Buckinghamshire.
Liam Payne est un supporter de l'équipe de football West Bromwich Albion.

## Style
C'est un chanteur pop et RnB qui explore les genres musicaux tels que l'electro,,. Il cite Pharrell Williams et Justin Timberlake comme artistes l'ayant influencé,.

## Philanthropie
En tant que membre de One Direction, le chanteur soutient l'association caritative Comic Relief, une organisation caritative et une initiative appelée Action 1D visait à améliorer l'avenir. Il apparaît dans un sketch pour l'UNICEF, aux côtés du tennisman Andy Murray, de l'humoriste Jack Whitehall et de la journaliste Clare Balding,. Il s'associe à la star du sport automobile Eddie Jordan pour soutenir l'organisation caritative britannique CLIC Sargent,. En 2015, Liam Payne, avec Harry Styles, font une campagne pour Trekstock, une association luttant contre le cancer,. En 2013, ils récoltent 784 198 $.
Le chanteur est nommé ambassadeur pour la campagne de Global Goals.
Liam Payne donne 3 000 £ à un projet de jeunesse intitulé The Youth Zone à Wolverhampton, sa ville natale.

## Discographie

### Avec les One Direction

#### Albums studio
- 2011 : Up All Night
- 2012 : Take Me Home
- 2013 : Midnight Memories
- 2014 : Four
- 2015 : Made in the A.M.

### En solo

#### Albums studio
| Titre      | Détails                                                                                           | Meilleur classement | Meilleur classement | Ventes              | Certifications |
| Titre      | Détails                                                                                           | USA                 | GBR                 | Ventes              | Certifications |
| ---------- | ------------------------------------------------------------------------------------------------- | ------------------- | ------------------- | ------------------- | -------------- |
| First Time | - Sortie : 24 août 2018 - Label : Capitol Records - Format : Téléchargement, CD, Streaming        | 2                   | —                   | —                   | —              |
| LP1        | - Sortie : 6 décembre 2019 - Label : Capitol Records - Format : Téléchargement, CD, LP, Streaming | 111                 | 17                  | États-Unis : 10 000 | —              |

#### Singles
- 2017 : Strip That Down (Liam Payne ft. Quavo)
- 2017 : Get Low (Liam Payne ft. Zedd)
- 2017 : Bedroom Floor
- 2018 : For You (Liam Payne ft. Rita Ora)
- 2018 : Familiar (Liam Payne ft. J Balvin)
- 2018 : First Time (Liam Payne ft. French Montana)
- 2018 : Polaroid (Liam Payne ft. Jonas Blue & Lennon Stella)
- 2019 : Stack It Up (Liam Payne ft. A Boogie wit da Hoodie)
- 2019 : All I Want (for Christmas)
- 2019 : Live Forever (Liam Payne ft. Cheat Codes)
- 2020 : Naughty List (Liam Payne ft. Dixie D'Amelio)
- 2021 : Sunshine (Liam Payne pour le film Ron débloque)